# Parapales sturmioides
Parapales sturmioides är en tvåvingeart som först beskrevs av Louis-Paul Mesnil 1950.  Parapales sturmioides ingår i släktet Parapales och familjen parasitflugor.
Artens utbredningsområde är Taiwan. Inga underarter finns listade i Catalogue of Life.